# G’MIC
G’MIC (GREYC’s Magic for Image Computing) – bezpłatny i otwartoźródłowy framework pozwalający na obróbkę zdjęć. Może zostać wykorzystywany między innymi do konwersji, przetwarzania, filtrowania i tworzenia fotomontaży.
Jest on udostępniany na licencji CeCILL między innymi w formie interfejsu wiersza poleceń, wtyczki do programu GIMP, biblioteki libgmic i serwisu G’MIC Online.

## Możliwości
G’MIC pozwala na bezstratne przetwarzanie obrazów, sekwencji obrazów oraz całych list plików graficznych. Umożliwia wsadową obróbkę zdjęć. Jest również możliwe wyświetlanie krzywych izoparametrycznych, izoprzestrzeni i map topograficznych obrazów 3D. Framework korzysta z biblioteki CImg.
Obecnie G’MIC Online oferuje 336 zróżnicowanych filtrów. Duża część z nich pozwala na dostosowanie parametrów. Znając obsługę programu za pośrednictwem linii komend, możemy utworzyć własny filtr.